# بائعة الخبز (فلم)
بائعة الخبز فيلم مصري تم إنتاجه عام 1953، من إخراج حسن الإمام وتدور قصة الفيلم حول مطامع الريس عبد الحكيم زكي رستم في سرقة أموال المصنع الذي يعمل به وبالفعل يتم قتل صاحب المصنع وسرقة أمواله ويتم تلفيق الجريمة للعاملة خديجة أمينة رزق ثم يتحدث الفيلم عن المصاعب التي واجهتها خديجة عقب خروجها من السجن في إطار درامي.

## تمثيل
- أمينة رزق
- شادية
- ماجدة
- زكي رستم
- حسين رياض
- عمر الحريري
- شكري سرحان
- سليمان نجيب
- محمود شكوكو
- ثريا حلمي
- شفيق نور الدين

## أغاني الفيلم
- فستان الزفاف
- أنا أهواك كلمات فتحي قورة، ولحن حسين جنيد، وغناء برلنتي حسن، وعبد الحليم حافظ.

## روابط خارجية
- بائعة الخبز على موقع IMDb (الإنجليزية)
- بائعة الخبز على موقع قاعدة بيانات الفيلم (الإنجليزية)
- بائعة الخبز على موقع ليتربوكسد (الإنجليزية)